# Ikon (data)
Ikon, även kallad symbol, är i grafiska användargränssnitt i en dator en liten bild som kan representera ett datorprogram eller en fil i operativsystemets filhanterare. Genom direktmanipulation av symbolen, oftast utförd via en datormus, kan användaren utföra funktioner som att flytta, se information om eller radera en fil.
Ikoner används även i datorprogram. Ikonerna är då ofta placerade i ett verktygsfält där användaren kan utföra en funktion i programmet genom att klicka på ikonen.